# Five Nights at Freddy's: The Fourth Closet
Five Nights at Freddy's: The Fourth Closet è un romanzo horror e di fantascienza scritto da Scott Cawthon e Kira Breed-Wrisley, seguito di Five Nights at Freddy's: The Twisted Ones e volume conclusivo della trilogia basata sulla serie videoludica Five Nights at Freddy's. È stato tradotto in numerose lingue, fra cui il portoghese brasiliano, l'italiano e lo spagnolo.

## Trama
1997. Sono passati ormai sei mesi dagli eventi del libro precedente. Nonostante Charlie sia apparentemente misteriosamente tornata, John si rifiuta di incontrarla, ricordandosi di averla vista morire di fronte ai suoi occhi. Quando John infine rivede Charlie ad una festa a casa di Clay Burke, la nota irrimediabilmente diversa e perciò non interagisce con lei. John decide di riprendere a frequentare Charlie, si insospettisce ulteriormente quando si rende conto che lei ha degli apparenti vuoti di memoria e ricorda gli avvenimenti passati solo vagamente.
Più tardi, Clay confida a John che ci sono stati numerosi rapimenti in città recentemente, e che pensa che questo sia connesso all'apertura del Circus Baby's Pizza, un nuovo locale con animatroni. In quelle giornate, John sente la testa di Theodore, il coniglio giocattolo di Charlie, misteriosamente cantare "Silver Reef, Shining Star". Si reca a casa di Clay per chiedere aiuto a decifrare l'enigma, ma trova la porta abbattuta e l'uomo a terra, gravemente ferito. Clay viene portato in ospedale, dove, in un breve momento di lucidità, consegna a John una serie di foto. Tutte quante hanno come obbiettivo Charlie, la quale tuttavia é sfocata. John entra poi in possesso di un rullino contenente queste foto, ed ingrandendo nota una linea di separazione in mezzo al volto di "Charlie", cosa che lo porta a pensare che ella sia in realtà un robot con un dischetto illusorio che sta impersonando la vera Charlie.
Poi, con l'aiuto di Jessica, decifra la canzone di Theodore, ed i due si recano a Silver Reef, dove, in un campo sotto un arco sormontato da una stella splendente, trovano una casa, che scopriranno appartenere a Jen, la zia di Charlie. Entrano dentro, accolti dalla donna, ma presto vengono raggiunti dalla falsa Charlie, che uccide Jen. John e Jessica si rifugiano in uno sgabuzzino, dove, all'interno di un baule, trovano la vera Charlie, addormentata. Dopo essersi assicurati che la falsa Charlie non è più nell'edificio, lasciano lo sgabuzzino e portano la vera Charlie a casa di John.
In seguito ad una serie di incontri con la falsa Charlie, Jessica decide di entrare nel bagagliaio della sua macchina, in modo da seguirla e scoprire di più su di lei. La falsa Charlie guida fino al Circus Baby's Pizza. Jessica cerca di entrare all'interno del locale ma viene scoperta dalla finta Charlie, che rivela il suo vero aspetto, quello di una grande bambola meccanica rossa e bianca coi codini, una versione più umana e proporzionata della "Circus Baby" sull'insegna. Jessica si ritrova poi faccia a faccia con William Afton, ormai ridotto ad un uomo emaciato, pieno di ferite e cuciture sulla pelle, il quale rivela di essere riuscito ad uscire dalla tuta di Springtrap e di essersi sottoposto a diversi interventi chirurgici. Spiega a Jessica che ha trovato gli endoscheletri dei cinque animatroni del Freddy's e li ha fusi insieme in un amalgama, che Jessica vede sul tavolo. Il suo piano è di trasferire i suoi organi, ed in seguito la sua anima, all'interno dell'amalgama, in modo da poter vivere per sempre. Costringe dunque Jessica ad aiutare Circus Baby, a cui Afton si riferisce come Elizabeth, a portare a termine una grottesca operazione, nella quale il rene di Afton viene rimosso dal suo corpo ed inserito nell'amalgama.
Nel frattempo, John si ricongiunge con Marla e Carlton. Questi ultimi decidono di dirigersi poi al Circus Baby's, per ritrovare Jessica. Dopo essere entrati, ed aver superato la sala degli specchi evitando Funtime Freddy, trovano l'amica in una stanza, insieme agli altri bambini rapiti. Dopo aver fronteggiato Funtime Freddy, Mangle e dei Bidybads, tutti robot creati da Afton stesso, riescono a fuggire dal locale con gli altri bambini. Carlton, tuttavia, notando che uno di loro (Jacob) manca, decide di rimanere per cercarlo.
John e Charlie intanto si recano ancora una volta a Silver Reef, dove trovano diversi documenti e lettere scritti da Henry, ma vengono seguiti e raggiunti da Circus Baby, che ferisce gravemente John. Charlie affronta Circus Baby, e quest'ultima le rivela la verità sulla sua natura: fu Charlie, e non Sammy, ad essere rapita al Fredbear's Family Diner. Henry, nel pieno della follia e della disperazione, aveva creato quattro androidi che avrebbero dovuto rappresentare i vari stadi di crescita di Charlie, dotandoli di dischetti illusori. Ella, una bambola in camera di Charlie, era la prima, la Charlie attuale era la terza, e Circus Baby sarebbe dovuta essere la quarta. Tuttavia Henry aveva abbandonato il progetto, rendendosi conto della sua follia, e si era suicidato. Circus Baby, incompiuta, era finita nelle mani di Afton, che l'aveva modificata a suo piacimento, rendendola una vera e propria macchina di uccisione. Alla fine Circus Baby era finita per causare la morte di Elizabeth, la figlia di William, e la coscienza della bambina e quella dall'automa si erano fuse in un solo essere.
Al Circus Baby's, Carlton trova Jacob nel laboratorio di Afton, il quale tuttavia coglie di sorpresa il ragazzo e lo lega per poi iniettare nel suo cuore del metallo fuso estratto dall'amalgama. Afton spiega che ha già iniettato questo metallo all'interno dei suoi nuovi robot per portarli in vita, ma che non ha mai provato prima a ripetere questo processo con un umano. Carlton apparentemente muore, e si ritrova in una sorta di mondo spirituale, interagendo con le anime dei bambini, convinti che Afton sia un loro amico. Sotto indicazione dell'anima di Michael, Carlton mette insieme vari pezzi di disegni sparsi per la pizzeria; così facendo, rende di nuovo complete le anime dei bambini, e permettendo loro di ricordare il loro passato. Nel mondo reale, Afton viene raggiunto ed aggredito dagli animatroni che lui stesso aveva creato, e trascinato nella fornace del laboratorio, dove muore definitivamente. Le anime dei bambini sono così in grado di liberarsi. Michael mette un disegno sul petto di Carlton, consentendogli di sopravvivere nel mondo fisico.
Nella casa a Silver Reef, Charlie trova nello sgabuzzino l'endoscheletro con una lama per mano che suo padre aveva usato per uccidersi, e lo attiva. L'automa trafigge sia Charlie che Circus Baby.
Più tardi, Marla, Jessica, Carlton, e Clay si ricongiungono, e John che racconta ciò che è successo a Charlie.
La storia finisce con John che visita la tomba di Charlie, incontrando poi la ragazza sotto un albero e camminando nel prato insieme a lei. Non é chiarito se questo evento sia reale o solamente parte dell'immaginazione di John.

## Personaggi
- Charlotte Emily: figlia di Henry Emily (il proprietario originale del Freddy Fazbear's Pizza) e personaggio centrale del romanzo. Alla fine del romanzo, si rivelerà essere un robot costruito da Henry, dopo che William uccise la vera Charlie, portando alla chiusura del primo ristorante.
- John: migliore amico di Charlie e protagonista del romanzo.
- Jessica: migliore amica di Charlie. Aiuterà John a ritrovare Charlie e indagherà anche su un misterioso caso di bambini rapiti.
- Marla: altra amica di Charlie. Anche lei si unisce a John e Jessica per ritrovare Charlie.
- Zia Jen: la zia paterna di Charlie. Ha tenuto in custodia l'ultimo prototipo della nipote. Verrà uccisa da Circus Baby nella casa a Silver Reef.
- William Afton: antagonista principale del romanzo, un serial killer che si è macchiato dell'omicidio di cinque bambini, fra cui Charlie stessa. Una volta liberatosi della tuta di Springtrap con l'aiuto di Circus Baby, vuole trasferire la sua anima in un amalgama costruito con gli endoscheletri degli animatroni originali in modo da diventare immortale. Ha inoltre aperto un nuovo ristorante e costruito degli animatroni con lo scopo di rapire dei bambini e usarli come cavie per i suoi esperimenti illegali.
- Elizabeth Afton: la figlia adottiva di William e antagonista secondario del romanzo. La sua anima fu trasferita in Circus Baby dopo che quest'ultima la uccise. Aiuta il padre con il trasferimento degli organi nell'amalgama e finge di essere Charlie grazie a un dischetto Afton Robotics in mezzo al petto. Alla fine del romanzo, viene trafitta da un coltello insieme a Charlie da un endoscheletro.
- Circus Baby, Funtime Freddy, Funtime Foxy\Mangle e i Bidybads: animatroni del Circus Baby Pizza costruiti da William che daranno la caccia ai protagonisti all' interno del ristorante. Alla fine del romanzo, vengono posseduti dalle anime dei bambini che si ribellano e uccidono Afton. Questi personaggi, meglio noti come Funtime animatroni, sono presenti anche nell'universo dei giochi, in particolare Five Nights At Freddy's:Sister Location.
- Carlton: È un amico di Charlie. Alla fine del romanzo, entra in contatto con le anime dei bambini, liberandole dal controllo di Afton.
- Le anime dei bambini morti (Michael Brooks, Susie, Cassidy, Gabriel e Fritz): Nei romanzi precedenti, possedevano i vecchi animatroni del Freddy's. Furono uccisi da William Afton, che nascose i loro corpi dentro gli animatroni. Vedono ancora William come il coniglio giallo, un loro amico, e per questo lo aiutano inconsapevolmente.

## Edizioni
- Kira Breed-Wrisley e Scott Cawthon, Five Nights at Freddy’s. The fourth closet, traduzione di Maria Bastanzetti, Il castoro, novembre 2018, ISBN 9788869663734.